# La Rochelle-Normande
La Rochelle-Normande is een plaats en voormalige gemeente in het Franse departement Manche in de regio Normandië en telt 350 inwoners (2017). De plaats maakt deel uit van het arrondissement Avranches.

## Geschiedenis
La Rochelle-Normande maakte deel uit van het kanton Sartilly tot dit op 22 maart werd opgeheven en de gemeente werd opgenomen in het kanton Avranches. Op 1 januari 2016 werd de gemeente opgeheven en werd La Rochelle-Normande een commune déléguée van de op die dag gevormde commune nouvelle Sartilly-Baie-Bocage.

## Geografie
De oppervlakte van La Rochelle-Normande bedraagt 7,5 km², de bevolkingsdichtheid is 33,7 inwoners per km².
De onderstaande kaart toont de ligging van La Rochelle-Normande met de belangrijkste infrastructuur en aangrenzende gemeenten.

## Demografie
Onderstaande figuur toont het verloop van het inwonertal (bron: INSEE-tellingen).

Angey · Champcey · Montviron · La Rochelle-Normande · Sartilly